# Обрушение моста на станции Пушкино
Обрушение моста на станции Пушкино — крупная техногенная катастрофа на железнодорожном транспорте СССР. Произошла 17 августа 1977 года на железнодорожной станции Пушкино Ярославского направления Московской железной дороги.

## О катастрофе
К моменту происшествия подземного перехода под железнодорожными путями на станции Пушкино ещё не существовало, возможность безопасного пересечения путей для пешеходов обеспечивал единственный надземный пешеходный переход через пути. Он был сооружен в 1920-х годах и с тех пор ремонтировался только один раз, а именно в начале 1930-х годов, в ходе электрификации Ярославского направления. В 1970-х годах он требовал срочного капитального ремонта, о чём начальник станции несколько раз безуспешно докладывал руководству, в том числе за три месяца до катастрофы. Кроме того, в то время на станции не существовало боковой платформы, примыкающей непосредственно к привокзальной площади, чтобы попасть из города на любую из трёх платформ, нужно было переходить через переход над путями.
17 августа 1977 года около 11 часов утра у одной из платформ (нынешняя вторая платформа, примыкающая к историческому зданию вокзала) стоял курсировавший по маршруту Москва — Пушкино электропоезд, который по расписанию должен был в ближайшее время отправиться в Москву. Немногим ранее к соседней платформе (нынешняя третья платформа для проходящих поездов на Москву) должен был прибыть поезд из Загорска, который также следовал до Москвы. Но так как прибытие этого поезда задерживалось, было непонятно, который из поездов в итоге отправится раньше. Многие пассажиры стояли на платформах и непосредственно на пешеходном переходе, чтобы успеть на загорскую электричку, в случае если она всё же опередит пушкинскую. Вскоре по громкой связи было объявлено о прибытии поезда Загорск — Москва, большое количество пассажиров потянулось на мост, чтобы перейти на нужную платформу. За несколько минут до этого на станцию прибыл электропоезд из Москвы, и за счёт вышедших из него пассажиров на переходе уже находилось значительное количество людей. Когда поезд из Загорска стал приближаться к станции, на мосту образовалась давка, в результате чего одна из опор не выдержала нагрузки и обрушилась: проходившая по ней часть пролёта моста критически накренилась, оборвала контактную сеть электропоездов и рухнула вниз вместе с большой частью находившихся на ней людей. Несмотря на то, что высота падения не превышала десяти метров, было большое количество погибших и травмированных: многие упали прямо под колеса не успевшего затормозить загорского поезда, некоторые погибли от поражения электрическим током, некоторые были травмированы или убиты падающими вслед за ними развалинами и людьми. В итоге, по официальным данным, погибли более 20 человек, ещё более сотни получили ранения и увечья. О происшествии в официальной прессе сообщено не было, но об этом уже к обеду сообщило американское радио «Свобода», информацию которому передал по радио один из местных радиолюбителей. Точное число жертв и их имена до сих пор не известны. Мемориальная доска в память о погибших была установлена 17 августа 2016 года.
Разрушенный переход был заменен на новый в течение ближайших месяцев, однако уже в 1978—1979 годах на станции Пушкино был построен подземный переход, соединяющий все три посадочные платформы, и надземный пешеходный переход был окончательно разобран. Подземные переходы под путями были устроены и на ряде других станций Ярославского направления (Клязьма, Тарасовская, Челюскинская, Строитель), а в 2016 году — и на Мамонтовской.

## Компенсации пострадавшим
Всем доставленным в больницы района за счёт железной дороги выдали продуктовые наборы, была организована выдача денег: раненым полагалось по 150 рублей, на каждого погибшего родственникам выдавали по 200 рублей. Нуждающихся в течение несколько лет направляли на лечение в ведомственный железнодорожный санаторий, лечили в основном тех, у кого оказался повреждённым позвоночник.